# دکتر سوم
دکتر سوم یکی از تجسم‌های دکتر، قهرمان سریال تلویزیونی علمی-تخیلی بی‌بی‌سی دکتر هو است. وی توسط بازیگر جان پرتوی به تصویر کشیده شد.
در روایت سریال، دکتر ارباب زمان بیگانه چندصدساله از سیاره گلفری است که به‌طور مکرر به همراه همراهانش با سفینه‌اش تاردیس در زمان و فضا سفر می‌کند. در پایان زندگی اش، دکتر می‌تواند بدن خود را تجدید حیات کند. در نتیجه، ظاهر بدنی و شخصیت او تغییر می‌کند.
پرتوی سومین تجسم این شخصیت را به تصویر می‌کشد، یک مرد عمل در تضاد آشکار با پیشینیان بدخیم اما کمتر عمل گرا. در حالی که داستانهای دکترهای قبلی، مسافرتهای زمانی و مکانی را در بر می‌گرفت، به دلایل تولید داستانهای پرتوی در ابتدا نشان داده می‌شود که دکتر در تبعید است، جایی که به عنوان مشاور علمی گروه بین‌المللی نظامی یونیت کار می‌کرد. در این داستان، دکتر سوم به عنوان بخشی از مجازات گونه اش، اربابان زمان، که او را مجبور به بازسازی و ناتوانی تاردیسش کردند، به وجود آمد. سرانجام این محدودیت برداشته شده و دکتر سوم به داستانهای سنتی مسافرت زمانی و اکتشافات فضایی می‌پردازد.
همراه اول او دانشمند یونیت، لیز شاو (کارولین جان) است دکتر او را در بین قسمتها رها می‌کند تا جو گرانت (کتی مانینگ) را جایگزین او کند و پس از آن دکتر توانست از مجدداً از تاردیس استفاده کند. همراه آخر وی نیز روزنامه‌نگار آزاد سارا جین اسمیت (الیزابت اسلادن) بود.